# Hiroko Hatano
Hiroko Hatano (畑野 ひろ子, Hatano Hiroko) née le 23 novembre 1975 dans la préfecture de Saitama est une mannequin et actrice japonaise. Elle fait ses débuts de mannequin dans le magazine JJ en mars 1994.